# Голя (Опольське воєводство)
Голя (пол. Gola, нім. Gülchen) — село в Польщі, у гміні Сьверчув Намисловського повіту Опольського воєводства.
Населення — 164 особи (2011).
У 1975-1998 роках село належало до Опольського воєводства.

## Демографія
Демографічна структура станом на 31 березня 2011 року:
|          | Загалом | Допрацездатний вік | Працездатний вік | Постпрацездатний вік |
| -------- | ------- | ------------------ | ---------------- | -------------------- |
| Чоловіки | 86      | 21                 | 56               | 9                    |
| Жінки    | 78      | 13                 | 43               | 22                   |
| Разом    | 164     | 34                 | 99               | 31                   |